# Being Mary Jane
Being Mary Jane est une série télévisée américaine créée par Mara Brock Akil et diffusée entre le 2 juillet 2013 et le 23 avril 2019 sur BET.
En France, la série est diffusée depuis le 29 avril 2016 sur BET France. Elle reste inédite dans les autres pays francophones.

## Synopsis
La vie et les petits tracas d'une journaliste télé afro-américaine à Atlanta, approchant la quarantaine et désespérément célibataire.

## Distribution

### Acteurs principaux
- Gabrielle Union (VF : Daria Levannier) : Mary Jane Paul / Pauletta Patterson
- Lisa Vidal (VF : Olivia Dutron) : Kara Lynch
- Margaret Avery (VF : Pascale Jacquemont) : Helen Patterson
- Latarsha Rose : Dr Lisa Hudson (saisons 1 à 3)
- Aaron D. Spears (en) : Mark Bradley (saisons 1 à 3)
- Richard Brooks : Patrick Patterson
- B. J. Britt (VF : Boris Agondanou) : Paul Patterson, Jr.
- Raven Goodwin : Niecy Patterson
- Richard Roundtree : Paul Patterson, Sr.
- Stephen Bishop : David Paulk[4] (depuis la saison 2, récurrent saison 1)
- Omari Hardwick : Andre Daniels (saison 1)

### Acteurs récurrents
- Robinne Lee : Avery Daniels (saison 1)
- Tatom Pender : Tracy (saisons 1 à 3)
- Navia Robinson : D'Asia (saisons 1 à 3)
- Brely Evans : Nichelle (saisons 1 à 3)
- Jasmine Dustin : Ana Hoem (saisons 1 à 3)
- Kelly Rutherford : Cynthia Phillips (saisons 1 et 2)
- Salli Richardson-Whitfield : Valerie[5] (saison 2)
- Gary Dourdan : Sheldon[6] (saison 2)
- Thomas Jones : Brandon (saison 2)
- Loretta Devine (VF : Pénélope Perdereau) : Cece (saison 3)
- Daniella Alonso (VF : Sylvie Ferrari) : Marisol Esparza (saison 3)
- Jona Xiao (en) : Natalie Wu[7] (saison 4)
- Michael Ealy : Justin Talbot[8] (saison 4)
- Valarie Pettiford : Ronda Sales[9] (saison 4)
- Ashton Holmes : Garrett[9] (saison 4)
- Chiké Okonkwo (en) : Lee Truitt[9] (saison 4)
- Raney Branch : Aaliyah Luckett[10] (saison 4B)
- Nicholas Gonzalez (VF : Pierre Junières)[11] : Orlando Lagos (saison 4)

### Invités
- Lesley-Ann Brandt : Tamiko Roberts (saison 1, épisode 2)
- Sheila Frazier (en) : Catherine Stafford (saison 1, épisodes 2 et 5)
- Darrin Dewitt Henson (en) (saison 1, épisode 3)
- Lorraine Toussaint : Tante Toni (saison 1, épisode 3)
- Frances Burnett : Dana Shultz (saison 1, épisode 3)
- Wayne Brady : Sean Anders (saison 1, épisode 4)
- Ludacris (VF : Raphaël Mathon) : Terrence Mitchell (saison 1, épisode 5)
- Dorian Missick (en) : détective Cedric Rawlins (saison 1, épisode 6)
- Kyle Massey : Cameron (saison 2, épisodes 4 et 5)
- India Arie : elle-même (saison 2, épisode 9)
- Christina Vidal : Lilly (saison 2, épisode 11)
- Kelly Rowland : Robin (saison 3, épisode 6)
- Tamar Braxton : elle-même (saison 3, épisode 10)
- Adrienne Bailon : elle-même (saison 3, épisode 10)
- Cory Booker : lui-même[12] (saison 4, épisode 1)
- Travis Winfrey (VF : Pascal Vilmen) : Corey Blanchard (saison 4, épisode 2)
- Cardi B : Mercedes[12] (saison 4, épisode 3)
- Vanessa Angel : Olivia Winthrop[12] (saison 4, épisodes 4 et 8)

 Source et légende : version française (VF) sur RS Doublage

### Voix françaises
Hormis pour certains comédiens, le carton de doublage télévisuel n'indique pas quel(le) comédien/comédienne de doublage prête sa voix à quel(le) acteur/actrice. Le doublage est pour Canal +/A+, sous la direction artistique de Sandra Macedo.
Les comédiens de doublage de la série sont donc, selon le carton de doublage télévisuel :
- Bénédicte Rivière
- Antoine Fleury
- Olivier David
- Céline Liger
- Guy Vouillot
- Marc Diabara
- Sylvie Ferrari
- Thierry Gaches
- Marie-Pierre Arnaudy
- Murielle Naigeon
- Alan-Aubert Carlin
- Alex Lotan
- Laurence Figoni
- Laurent Jacquet
- Vanessa Van-Geneugden
- Christophe Desmottes
- Virginie Foucher
- Alain Azerot
- Alex Fondja
- Rody Benghezala

## Épisodes

### Première saison (2013-2014)
Le téléfilm pilote a été diffusé le 2 juillet 2013. Les épisodes suivants ont été diffusés à partir du 7 janvier 2014.
1. Des amis, des amours, des ennuis (Pilot) (60 minutes)
2. Avis de tempête (Storm Advisory)
3. Soirée filles (Girls Night In)
4. Une vie de soap opéra (The Huxtables Have Fallen)
5. Signaux brouillés (Mixed Messages)
6. Blessée (Exposed)
7. Pas de larmes au travail (Hindsight is 20/40)
8. Mauvaises surprises (Blindsided)
9. Confessions (Uber Love)

### Deuxième saison (2015)
Le 26 février 2014, la série a été renouvelée pour une deuxième saison, diffusée depuis le 3 février 2015.
1. Le Point de non-retour (People In Glass Houses Shouldn't Throw Fish)
2. Le Goût de la liberté (Freedom)
3. Mary Jane sait tout (Mary Jane Knows Best)
4. Insomnies (Sleepless In Atlanta)
5. Les Aléas du direct (No Eggspectations)
6. 36 heures (Pulling The Trigger)
7. Révolution (Let's Go Crazy)
8. Stress et paillettes (One Is The Loneliest Number)
9. Pouvoir et influence (Line In The Sand)
10. Mary Jane en primetime (Primetime)
11. Célébrité (Reading The Signs)
12. Le rideau tombe (Signing Off)

### Troisième saison (2015)
Le 5 février 2015, la série a été renouvelée pour une troisième saison diffusée depuis le 20 octobre 2015.
1. Réveil (Facing Fears)
2. Louie, Louie (Louie Louie)
3. Funérailles (Sparrow)
4. Le Choix de Kara (Being Kara)
5. Sur la sellette (Hot Seat)
6. Tourner la page (Don't Call It a Comeback)
7. Chaussure à son pied (If the Shoe Fits…)
8. Rappel à l'ordre (Wake Up Call)
9. Purification (Purging and Cleansing)
10. Sans nuances de gris (Some Things Are Black and White)

### Quatrième saison (2017)
Le 6 janvier 2016, la série a été renouvelée pour une quatrième saison de vingt épisodes diffusée en deux parties : dès le 10 janvier 2017, puis le 18 juillet 2017.
1. Getting Nekkid
2. Getting Naked
3. Getting Real
4. Getting Schooled
5. Getting Served
6. Getting Home
7. Getting Judged
8. Getting Risky
9. Getting Serious
10. Getting It
11. Feeling Raw
12. Feeling Conflicted
13. Feeling Exposed
14. Feeling Friendless
15. Feeling Hashtagged
16. Feeling Ambushed
17. Feeling Lost
18. Feeling Destined
19. Feeling Seen
20. Feeling Tested

### Téléfilm (2019)
Le 11 octobre 2017, la production a opté de clore la série avec un téléfilm de deux heures. La production a débuté en février 2018. Le 7 décembre 2018, BET a annoncé que la date de la fin du film avait été repoussée le 16 avril 2019. Le 1er avril 2019, il a été annoncé que la date du film final avait été repoussée une semaine plus tard au 23 avril 2019.
- Becoming Pauletta (90 minutes)